# Ophioplax reducta
Ophioplax reducta är en ormstjärneart som först beskrevs av Jean Baptiste François René Koehler 1907.  Ophioplax reducta ingår i släktet Ophioplax och familjen Ophiochitonidae. Inga underarter finns listade i Catalogue of Life.